# Beukendopvloksteeltje
Het beukendopvloksteeltje (Flammulaster subincarnatus) is een zwam uit de familie van de Tubariaceae. De soort dankt zijn naam aan de groeiplaats, het beukendopvloksteeltje groeit namelijk in de dopjes van beuken en op de knopschubben van beuken. De soort komt voor in gemengde bossen op zowel voedselarme als voedselrijke zandgronden.

## Kenmerken

### Uiterlijke kenmerken
De zwam is kleiner dan 1 centimeter lengte waardoor er een loep nodig is om alle kenmerken te kunnen waarnemen. De steel is tussen de 15 en 35 millimeter lang en tussen de 0,5 en de 1,2 millimeter breed. Als de zwam jong is, dan is de steel vleeskleurig, later wordt deze grijswit. De lamellen hebben een cremé-beigeachtige kleur en zijn breed aangehecht aan de steel. De hoed heeft een diameter van tussen de 5 en de 10 millimeter. De hoek is halfbolvormig tot klokvormig. De hoed bevat een stompe bult. De hoed heeft een korrelige textuur en heeft een matte witte kleur. De onderkant van de hoed heeft een bruine kleur. De rand is dun en vormt een scherpe overgang. Bij de rand is de hoed witbruin van kleur.
De sporenprint is lichtbruin. 

### Microscopische kenmerken
De sporen meten 5,8–8,2 × 4,3–5,5 µm.

## Synoniemen
- Agaricus carpophilus Fr. 1815
- Naucoria carpophila (Fr.) Quél. 1872
- Galera carpophila (Fr.) Quél. 1888
- Lepiota rhombospora G.F. Atk. 1918
- Armillaria rhombospora (G.F. Atk.) Kauffman 1925
- Cystoderma rhombosporum (G.F. Atk.) A.H. Sm. & Singer 1945
- Phaeomarasmius carpophilus (Fr.) Singer 1948
- Naucoria rhombosporav (G.F. Atk.) J. Favre 1948
- Phaeomarasmius subincarnatus(Joss. & Kühner) Singer 1956
- Phaeomarasmius subincarnatus var. subincarnatus (Joss. & Kühner) Singer 1956
- Naucoria carpophiloides Kühner 1957
- Naucoria subincarnata Joss. & Kühner 1957
- Flocculina carpophila (Fr.) P.D. Orton 1960
- Flocculina carpophiloides (Kühner) P.D. Orton 1960
- Flocculina rhombospora (G.F. Atk.) P.D. Orton 1960
- Flocculina subincarnata (Joss. & Kühner) P.D. Orton 1960

- Flammulaster carpophiloides (Kühner) Watling 1967
- Flammulaster rhombosporus (G.F. Atk.) Watling 1967
- Flammulaster subincarnatus (Joss. & Kühner) Watling 1967
- Phaeomarasmius carpophiloides (Kühner) M.M. Moser 1967
- Phaeomarasmius subincarnatus var. gilvus Singer 1969
- Phaeomarasmius rhombosporus (G.F. Atk.) Malloch & Redhead 1979
- Flammulaster carpophilus var. carpophilus (Fr.) Earle ex Vellinga 1986
- Flammulaster carpophilus var. rhombosporus (G.F. Atk.) Vellinga 1986
- Flammulaster carpophilus var. vsubincarnatus (Joss. & Kühner) Vellinga 1986
- Flammulaster carpophilus var. subincarnatus (Joss. & Kühner) Vellinga 1986
- Flammulaster carpophilus var. vautochtonoides Bon 1987[1]